# Нікопольський марганцевий басейн
Нікопольський марганцевий басейн — на півдні України, у Дніпропетровській і Запорізькій областях. За запасами руди (2,1 млрд т) — один з найбільших у світі. Потужність рудоносного пласта 1,5-5 м глибина залягання 10-140 м. Вміст мангану від 8 до 33-34 %.

## Опис
У межах басейну виділяють два марганцеворудні райони — Нікопольський і Великотокмацький. Відкритий у 1883 р. Промислову розробку руд почато з 1886 року. Видобувають руду відкритим і шахтним способом. Видобуток і переробку марганцевих руд здійснюють Покровський і Марганецький ГЗК — найбільші у світі підприємства по випуску марганцевого концентрату та аґломерату для феросплавних та металургійних заводів.
Нікопольське родовище розташоване поблизу м. Нікополь. Великотокмацьке — біля м. Запоріжжя. На Нікопольському родовищі нижньоолігоценова формація з промисловими пластами руд простягається з переривами із заходу на схід уздовж південного схилу українського щита майже на 250 км при ширині до 25 км. Рудні пласти (середня потужність близько 2 м) залягають в середині піщано-алеврито-глинистих порід. Руди розподіляються на три геолого-промислових типи: карбонатні (із середнім вмістом марганцю 19,8 %), оксидні (27,8 %) й оксидно-карбонатні (24,4 %).
Показники основних родовищ марганцевих руд: Нікопольське: Запаси 704,8 млн т. Річний видобуток 4,98 млн т. Вміст марганцю 23 %.
Великотокмацьке: Запаси 1578,5 млн т. Вміст марганцю 25,8 %.
Мінеральний склад оксидних руд — піролюзит, псиломелан, манганіт, кварц, глинисті мінерали. Карбонатні руди складені кальцієвим родохрозитом, манганокальцитом, кальцитом, кварцом, глинистими мінералами. Нікопольське родовище розробляється Покровським та Марганцевським гірничо-збагачувальними комбінатами на шахтних і кар'єрних полях, а Великотокмацьке — не розробляється.
Частка України в світовому виробництві марганцевої руди становить 32 %, що дозволяє не тільки задовольняти внутрішні потреби, але і значною мірою експортувати її в Західну Європу.